# Wolfgang Glock
Wolfgang Glock (Essen, 26 mei 1946) is een Duits voormalig voetballer die onder contract stond bij PEC Zwolle.

## Statistieken
| Seizoen | Club                    | Land             | Competitie                          | Wed. | Goals |
| ------- | ----------------------- | ---------------- | ----------------------------------- | ---- | ----- |
| 1964/65 | Eintracht Gelsenkirchen | Duitsland        | Regionalliga West                   | 28   | 2     |
| 1965/66 | Eintracht Gelsenkirchen | Duitsland        | Regionalliga West                   | –    | –     |
| 1966/67 | Eintracht Gelsenkirchen | Duitsland        | Regionalliga West                   | –    | –     |
| 1967    | Chicago Spurs           | Verenigde Staten | National Professional Soccer League | 17   | 3     |
| 1968    | Kansas City Spurs       | Verenigde Staten | North American Soccer League        | 26   | 7     |
| 1968/69 | PEC Zwolle              | Nederland        | Tweede divisie                      | –    | 5     |
| 1969/70 | Schwarz-Weiß Essen      | Duitsland        | Regionalliga West                   | –    | –     |
| 1970/71 | SC Fortuna Köln         | Duitsland        | Regionalliga West                   | –    | –     |
| 1971/72 | SC Fortuna Köln         | Duitsland        | Regionalliga West                   | –    | –     |
| 1972/73 | SC Fortuna Köln         | Duitsland        | Regionalliga West                   | 2    | 0     |
| 1973/74 | SC Fortuna Köln         | Duitsland        | Bundesliga                          | 33   | 7     |
| 1974/75 | SC Fortuna Köln         | Duitsland        | 2. Bundesliga Noord                 | 34   | 3     |
| 1975/76 | SC Fortuna Köln         | Duitsland        | 2. Bundesliga Noord                 | 31   | 1     |
| 1976/77 | Alemannia Aachen        | Duitsland        | 2. Bundesliga Noord                 | 34   | 2     |
| 1977/78 | Alemannia Aachen        | Duitsland        | 2. Bundesliga Noord                 | 32   | 4     |
| 1978/79 | Alemannia Aachen        | Duitsland        | 2. Bundesliga Noord                 | 15   | 0     |
| 1979/80 | FC Rastatt 04           | Duitsland        | Oberliga Baden-Württemberg          | –    | –     |
| Totaal  | Totaal                  | Totaal           | Totaal                              | 252  | 29    |